# Adderly Fong
Adderly Fong, né le 2 mars 1990 à Vancouver, est un pilote automobile chinois.

## Biographie
Adderly Fong fait ses débuts en sport automobile en 2006, en participant à la Formula V6 Asia. Il obtient un podium en 2007 et finit sixième du classement général.
De 2010 à 2011, il participe au championnat de Grande-Bretagne de Formule 3. Seizième la première année il chute au vingt-deuxième rang la saison suivante. Au Grand Prix automobile de Macao, il se classe vingt-et-unième en 2010 puis dixième en 2011, devenant le premier hongkongais à finir dans les dix premiers depuis 2002.
En 2012, il participe à sa première saison en Audi R8 LMS Cup China et remporte deux victoires pour finir vice-champion. En championnat de Grande-Bretagne de Formule 3, avec sept victoires, il termine troisième du championnat. Il se classe huitième de sa première course en Indy Lights, à Baltimore.
Il débute en GP3 Series, en 2013, avec Status Grand Prix et, avec deux points, finit vingt-et-unième du championnat. En Audi R8 LMS Cup China, s'il ne remporte aucune victoire, sa régularité lui permet d'être sacré champion,.
En 2014, toujours engagé en GP3 Series, il arrête à la mi-saison. En Audi R8 LMS Cup China, il se classe sixième du championnat. Il participe aux 24 Heures du Mans avec OAK Racing-Team Asia, en LMP2, et termine douzième du classement général, septième de sa catégorie,. Il débute en Formule 1 avec la Sauber C31 de 2012, lors d'essais privés. Quelques semaines plus tard, il participe, toujours avec Sauber, à la première séance d'essais libres du Grand Prix d'Abou Dabi 2014 où il réalise le dix-neuvième temps de la séance, à deux secondes de son coéquipier Esteban Gutiérrez,,. En 2015, il a de nouveau l'occasion de rouler au volant d'une Sauber, la C34, lors de la journée d'essais suivant le Grand Prix d'Abou Dhabi.

## Palmarès
- Audi R8 LMS Cup China : Champion en 2013.

### Résultats aux 24 Heures du Mans
| Saison | Écurie               | Voiture      | Coéquipiers             | Classe | Tours | Pos. | Class. Pos. |
| ------ | -------------------- | ------------ | ----------------------- | ------ | ----- | ---- | ----------- |
| 2014   | OAK Racing-Team Asia | Ligier JS P2 | Ho-Pin Tung David Cheng | LMP2   | 347   | 12e  | 7e          |